# Lydia Jacoby
Lydia Jacoby (ur. 29 lutego 2004 w Anchorage) – amerykańska pływaczka specjalizująca się w stylu klasycznym, mistrzyni olimpijska.
W czerwcu 2021 roku została pierwszą pływaczką z Alaski, która zakwalifikowała się na igrzyska olimpijskie. Miesiąc później w Tokio zwyciężyła na dystansie 100 m stylem klasycznym z czasem 1:04,95.